# Italsider
Italsider war der größte italienische Stahlproduzent.

## Geschichte
Der Stahlkonzern Italsider geht auf die Società altiforni e fonderie di Piombino zurück, die 1897 in Florenz gegründet wurde. Diese übernahm 1918 die Società Anonima Ilva, die Società anonima delle ferriere italiane, die Società Siderurgica di Savona und die Ligure metallurgica und wurde zur Italsider Alti Forni e Acciaierie riunite Ilva e Cornigliano. Die Kurzfassung der Geschichte der Vorgängerunternehmen war wie folgt: 
- Die Soci età Anonima Ilva wurde am 1. Februar 1905 in Genua gegründet, um ein integriertes Stahlwerk in der Region Neapel zu finanzieren.[2] Der Name ist der lateinische Name der Insel Elba, auf der das Eisenerz gewonnen wurde, mit dem Ende des 19. Jahrhunderts die ersten Hochöfen in Italien betrieben wurden.[3] Das Werk der Ilva wurde am 19. Juni 1910 in Bagnoli eingeweiht.[2] Die Ilva hielt Anteile an der Siderurgica di Savona, an der La Ligure Metallurgica, an der Società degli Alti Forni e Fonderie di Terni, an den Ferriere Italiane und an der Società anonima Elba di miniere e altoforni. Letztere wurde 1899 in Genua gegründet, um die Bodenschätze der Insel Elba auszubeuten und in Portoferraio einen Hochofen zu errichten. Ab 1911 firmierte das Unternehmen als Consorzio Ilva auf und fusionierte 1918 mit der Ilva Alti Forni e Acciaierie d’Italia mit Sitz in Rom.

- Die Società anonima delle ferriere italiane wurde im August 1880 in Rom gegründet. Sie übernahm das Werk San Giovanni Valdarno und erwarb 1889 das Werk Torre Annunziata von Ferriere del Vesuvio sowie 1910 das Werk Bolzaneto von der Acciaierie Italiane.[4]

- Die Società Siderurgica di Savona geht auf das 1860 gegründete Werk von Tary und Benech zurück, das sich am Hafen von Savona befand. Es fallierte mangels Staatsaufträgen 1892, obschon am Schluss noch der Bochumer Verein am Werk beteiligt war um Einfuhrzölle zu vermeiden. Das Werk wurde von Terni gerettet, auf die Herstellung von Eisenbahnschienen spezialisiert und 1900 an die Società Siderurgica di Savona abgegeben.[5]

- Die Ligure metallurgica wurde 1890 gegründet und hatte ihr Werk in Sestri Ponente. Sie geht wiederum auf die von Edilio Raggio 1880 gegründete Ferriera Raggio zurück, die am Anfang wie alle Stahlwerke in dieser Zeit Schweißverbundstahl herstellte, aber als erstes Werk in Italien Bleche herstellen konnte.[6]

1930 wurde die Società G.A. Gregorini in die Italsider integriert, die das Stahlwerk in Lovere betrieb, das sich auf die Herstellung von Eisenbahnradsätzen spezialisiert hatte.
Ab 1931 verlegte die Italsider ihren Sitz nach Genua. Im Zuge der faschistischen Wirtschaftspolitik zur Überwindung der Weltwirtschaftskrise wurde das Unternehmen 1934 der IRI unterstellt und im Juni 1937 der Finsider, einer staatlichen Finanzholding der IRI, in der alle Stahlwerke zusammengefasst waren. 1961 erfolgte die Fusion von Italsider mit der Cornigliano S.p.A., woraufhin das Unternehmen seinen Namen in Italsider Alti Forni e Acciaierie Riunite Ilva e Cornigliano änderte. Seit 1964 wird nur noch der Kunstname Italsider verwendet.
Die Italsider betrieb in Cornigliano bei Genua ein modernes Stahlwerk, das nach japanischem Vorbild direkt an der Küste errichtet wurde, um zusätzliche Transportkosten für das auf dem Seeweg angelieferte Erz und die Kohle zu vermeiden. Im Zuge der Entwicklung Süditaliens wurde auch in Bagnoli bei Neapel ein Stahlwerk an der Küste errichtet. Da es dort aber nicht genügend qualifizierte Arbeitskräfte gab, mussten diese aus Norditalien abgeworben werden. Ein weiteres Werk entstand nach diesem Vorbild am Golf von Tarent errichtet. Auch in Triest hatte Italsider ein Produktionsstandort. 
Italsider hatte 1975 in Italien einen Produktionsanteil von 60 % am italienischen Stahlmarkt. Das Unternehmen betrieb vier Stahlwerke. Die staatliche IRI besaß bedeutende Beteiligungen im Schiffs-, Maschinen- und Automobilbau, wodurch ein erheblicher Teil der Stahlerzeugung von Italsider innerhalb des Konzerns absorbiert wurde. 
Italsider überschritt die 1980 im Eurofer-1-Kartell vereinbarten Produktionsquoten.
1981 wurde Finsider in fünf Produktionsgesellschaften umstrukturiert: die Nuova Italsider für die Herstellung von Flachstahlerzeugnisse, Dalmine für Rohre, Terni für Spezialstahlerzeugnisse, Acciaierie di Piombino für normale Langstahlerzeugnisse und Nuova Sias für Speziallangstahlerzeugnisse. Gleichzeitig übertrug Italsider alle Vermögenswerte mit Ausnahme der Werke in Marghera und San Giovanni Valdarno auf Nuova Italsider. Italsider wurde zu einer Holdinggesellschaft mit Nuova Italsider als einzigem Vermögenswert. 1983 beschloss Finsider die freiwillige Liquidation von Italsider und die Übertragung aller Anteile an Nuova Italsider an Finsider zu übertragen, so dass Finsider Ende 1984 alleiniger Eigentümer von Nuova Italsider wurde.
1987 wurde Finsider erneut umstrukturiert: Nuova Italsider übertrug alle Vermögenswerte auf Italsider, die sich nicht mehr in Liquidation befand, und übertrug deren Aktien auf Finsider. Nuova Italsider wurde daraufhin aufgelöst.
1988 liquidiert der italienische Staat die Finsider und ihre operativen Gesellschaften und überträgt die produktivsten Vermögenswerte, darunter die Flachstahlwerke der Italsider, auf die neue Gesellschaft ILVA S.p.A., die am 1. Januar 1989 ihre Tätigkeit aufnimmt. 1990 verkaufte Finsider die restlichen Anteile an Italsider an ILVA, wodurch Italsider vollständig in ILVA integriert wurde. 1996 wurde Ilva S.p.A. an die Riva-Gruppe verkauft.